# Премия Кэрол Бёрнетт
Премия Кэрол Бёрнетт (англ. Carol Burnett Award) — почётная награда премии «Золотой глобус», присуждаемая фондом «Золотой глобус» за «выдающийся вклад в развитие телевидения на экране или за его пределами». Совет директоров Фонда «Золотой глобус» выбирает лауреатов, основываясь на объёме их работы и долгосрочном влиянии, которое их достижения в телевизионной карьере оказали на индустрию и аудиторию. Эта награда рассматривается как эквивалент её аналога в области киноискусства — премии Сесиля Б. Де Милля. Впервые премия была вручена на 76-й церемонии вручения премии «Золотой глобус» в январе 2019 года и названа в честь её первой обладательницы, актрисы и первопроходца — Кэрол Бёрнетт.
Премия вручается ежегодно с 2019 года. Самым молодым лауреатом стал телевизионный сценарист, режиссёр и продюсер Райан Мёрфи, которому в 2023 году исполнилось 57 лет. Самым пожилым лауреатом стал телевизионный сценарист и продюсер Норман Лир, которому в 2021 году исполнилось 98 лет.

## Список лауреатов
| Год  | Изображение     | Лауреат          | Описание | Ист.  |
| ---- | --------------- | ---------------- | --- | ----- |
| 2019 |                 | Кэрол Бёрнетт    | «Бёрнетт – американская актриса, комик, певица и писательница, чья карьера на телевидении охватывает семь десятилетий. Она наиболее известна благодаря своему новаторскому комедийному варьете „Шоу Кэрол Бёрнетт“. Она является самой титулованной актрисой в телевизионной категории «Золотого глобуса», одержав шесть побед в 17 номинациях. Она также получила шесть премий прайм-тайм «Эмми» и является лауреатом премии Центра Кеннеди, премии Марка Твена, премии Пибоди и премии Гильдии киноактёров за вклад в кинематограф, а также других наград». Стив Карелл был выбран для вручения награды Бёрнетт. | [ 2 ] |
| 2020 |                 | Эллен Дедженерес | «Начиная с её ситкомов и заканчивая стендапом, а также тем, что она стала популярной на дневном телевидении, она является первопроходцем, который вот уже почти 25 лет покоряет аудиторию своим неоспоримым обаянием и остроумием. Помимо успеха на телевидении, она является адвокатом и филантропом, предоставляя свой голос тем, у кого его нет, и распространяя доброту и радость с помощью своей платформы». Кейт Маккиннон вручила награду Дедженерес. | [ 3 ] |
| 2021 |                 | Норман Лир       | «Норман Лир – один из самых плодовитых создателей нашего поколения. Его карьера пришлась на Золотой век и эпоху стриминга. Его прогрессивный подход к решению спорных тем с помощью юмора привел к культурному сдвигу, который позволил отразить социальные и политические проблемы на телевидении. Его работа произвела революцию в индустрии». Соведущая церемонии Эми Полер вручала награду Лиру. | [ 4 ] |
| 2022 | Не присуждалась | Не присуждалась  | Не присуждалась | [ 6 ] |
| 2023 |                 | Райан Мёрфи      | «Сценарист, режиссер и продюсер, обладатель „Золотого глобуса“ и шести номинаций». Билли Портер вручил награду Мерфи. | [ 7 ] |
| 2024 | Не присуждалась | Не присуждалась  | Не присуждалась | [ 8 ] |
| 2025 |                 | Тед Дэнсон       | «Тед Дэнсон десятилетиями развлекал зрителей своими культовыми выступлениями, которые навсегда войдут в историю телевидения», – заявила Хелен Хон, президент «Золотого глобуса», – «Его знаменитая карьера является свидетельством его замечательного таланта и многогранности как актёра и имеет сходство с легендарным однофамильцем премии». | [ 9 ] |

### Комментарии
1. ↑  Церемония награждения в 2022 году была отменена из-за бойкота, вызванного различными медиа-компаниями, актерами и другими креативщиками из-за бездействия по увеличению членского состава HFPA. Кроме того, в мае 2021 года телекомпания NBC объявила, что откажется транслировать церемонию в поддержку бойкота.[5]
2. ↑  На церемонии 2024 года премия не вручалась, чтобы освободить место для новых категорий и дополнительных номинантов. Организаторы заявили, что премия Кэрол Бернетт вернется в будущем.